# Georgine Darcy
Georgine Darcy, född Georgine F. Werger den 14 oktober 1930 i Brooklyn i New York, död 18 juli 2004 i Malibu, Kalifornien, var en amerikansk dansare och skådespelerska.
Darcys mest kända filmroll är den som Miss Torso i Alfred Hitchcocks Fönstret åt gården från 1954 där hon spelar en dansös i en lägenhet på andra sidan gården från huvudkaraktären L. B. Jefferies (James Stewart) perspektiv. Miss Torso har ingen replik i filmen förrän i slutvinjetten då hon hälsar sin pojkvän Stanley välkommen hem tillbaka från sin militärtjänstgöring.

## Biografi
Georgine Darcy föddes i Brooklyn, New York men hennes mor (Evelyn Euler Werger) hjälpte henne att sjösätta en karriär i Hollywood och uppmanade henne att söka arbete som lättklädd dansös, precis som hennes rollkaraktär i Fönstret åt gården, för att tjäna snabba pengar. Hon hade dessförinnan dansat balett vid New York City Ballet och jobbat som fotomodell.
När Darcy rollsattes inför inspelningen av Fönstret åt gården så visste hon inte ens vem Alfred Hitchcock var, och hon såg inte på sig själv som skådespelerska. Hitchcock hade valt henne till rollen utifrån en pressbild där hon bar en svart leotard samt en grön boa.
1960 spelade hon sekreteraren Gypsy i ABC:s situationskomedi Harrigan and Son.